# Ana de Armas
Ana de Armas (født 30. april 1988 i Havana) er en cubansk/spansk skuespiller. Hun begyndte sin skuespillerkarriere i Cuba og fik i 2006, hovedrollen i dramafilmen Una rosa de Francia. Som bare 18-årig, flyttede hun til Madrid i Spanien og var medvirkende i teenager-serien El Internado igennem i alt 6 sæsoner, fra 2007 til 2010.
Siden hun efterfølgende flyttede til Los Angeles, fik de Armas engelsk-talende roller i filmen Knock Knock (2015) og krimikomedien War Dogs (2016), og en supplerende rolle i Hands of Stone (2016). For hendes optræden som Marta Cabrera i filmen Knives Out (2019), blev de Armas nomineret til en Golden Globe for bedste skuespillerinde i musical og komedie.
Hun medvirkede desuden i James Bond-filmen fra 2019 No Time to Die, i rollen som Paloma.

## Filmografi
| År   | Titel                   | Rolle                 | Noter          |
| ---- | ----------------------- | --------------------- | -------------- |
| 2006 | Una rosa de Francia     | Marie                 |                |
| 2007 | Madrigal                | Stella Maris          |                |
| 2009 | Sex, Party and Lies     | Carola                |                |
| 2009 | Y de postre, qué        | Girl                  | Kortfilm       |
| 2009 | Ánima                   | Julieta               | Kortfilm       |
| 2011 | Blind Alley             | Rosa / Laura          |                |
| 2012 | Perrito chino           | Sabina                | Kortfilm       |
| 2013 | Faraday                 | Inma Murga            |                |
| 2014 | For a Handful of Kisses | Sol                   |                |
| 2015 | Anabel                  | Cris                  |                |
| 2015 | Knock Knock             | Bel                   |                |
| 2016 | Exposed                 | Isabel de la Cruz     |                |
| 2016 | War Dogs                | Iz                    |                |
| 2016 | Hands of Stone          | Felicidad Durán       |                |
| 2017 | Overdrive               | Stephanie             |                |
| 2017 | Blade Runner 2049       | Joi                   |                |
| 2018 | Corazón                 | Elena Ramírez         | Short film     |
| 2019 | Knives Out              | Marta Cabrera         |                |
| 2019 | The Informer            | Sofia Koslow          |                |
| 2019 | Yesterday               | Roxanne               | Deleted scenes |
| 2019 | Wasp Network            | Ana Magarita Martinez |                |
| 2020 | The Night Clerk         | Andrea Rivera         |                |
| 2020 | Sergio                  | Carolina Larriera     |                |
| 2021 | No Time to Die          | Paloma                |                |
| 2022 | Blonde                  | Marilyn Monroe        |                |
| 2022 | Deep Water              | Melinda Van Allen     |                |
| TBA  | The Gray Man            | Dani Miranda          |                |

## Fjernsyn
| År        | Titel                | Rolle               | Noter       |
| --------- | -------------------- | ------------------- | ----------- |
| 2007      | El edén perdido      | Gloria              | Tv-film     |
| 2007–2010 | El Internado         | Carolina Leal Solís | 56 episoder |
| 2010–2012 | Hispania, la leyenda | Nerea               | 17 episoder |
| 2011      | Actrices             | Hende selv          | 2 episoder  |

## Musikvideoer
| År   | Titel                         | Rolle   | Artist    |
| ---- | ----------------------------- | ------- | --------- |
| 2018 | "Everyday"                    | Chica   | Orishas   |
| 2021 | "Antes Que El Mundo Se Acabe" | Herself | Residente |